# Estadio Olímpico de Radès
El estadio Hammadi Agrebi, también conocido como estadio Olímpico de Radès, es un estadio multiusos situado en el barrio de Radès, de la capital de Túnez. Tiene una capacidad para albergar a 60 000 espectadores, todos ellos sentados y es el estadio donde el equipo nacional tunecino juega sus partidos como local.

## Nombre del estadio
Desde su inauguración, el estadio tuvo el nombre de estadio 7 de Noviembre, pero tras los sucesos derivados de la Revolución tunecina de 2011, el estadio tomó el nombre actual de estadio Olímpico de Radès. El nombre del estadio cambió nuevamente en 2020 para convertirse en Estadio Hammadi Agrebi.

## Historia
El recinto fue construido para albergar los Juegos Mediterráneos de 2001 y la Copa de África de Naciones 2004. El partido inaugural del estadio, fue la final de la Copa de Túnez celebrada el 6 de julio de 2001, que enfrentó al CS Hammam-Lif con el Étoile du Sahel y terminó con victoria de los primeros por 1-0.
La selección nacional tunecina de fútbol disputa sus partidos oficiales y amistosos en este estadio, así como también alberga los grandes partidos del Espérance Sportive de Tunis y del Club Africain y los enfrentamientos directos entre estos dos clubes (conocido como el derbi tunecino).
Se encuentra ubicado en la ciudad deportiva Cité Olympique Radès, que alberga dos estadios anexos, tres piscinas olímpicas y el Pabellón Polideportivo de Radés. El estadio cuenta con un certificado de primera clase de la IAAF.

## Imágenes

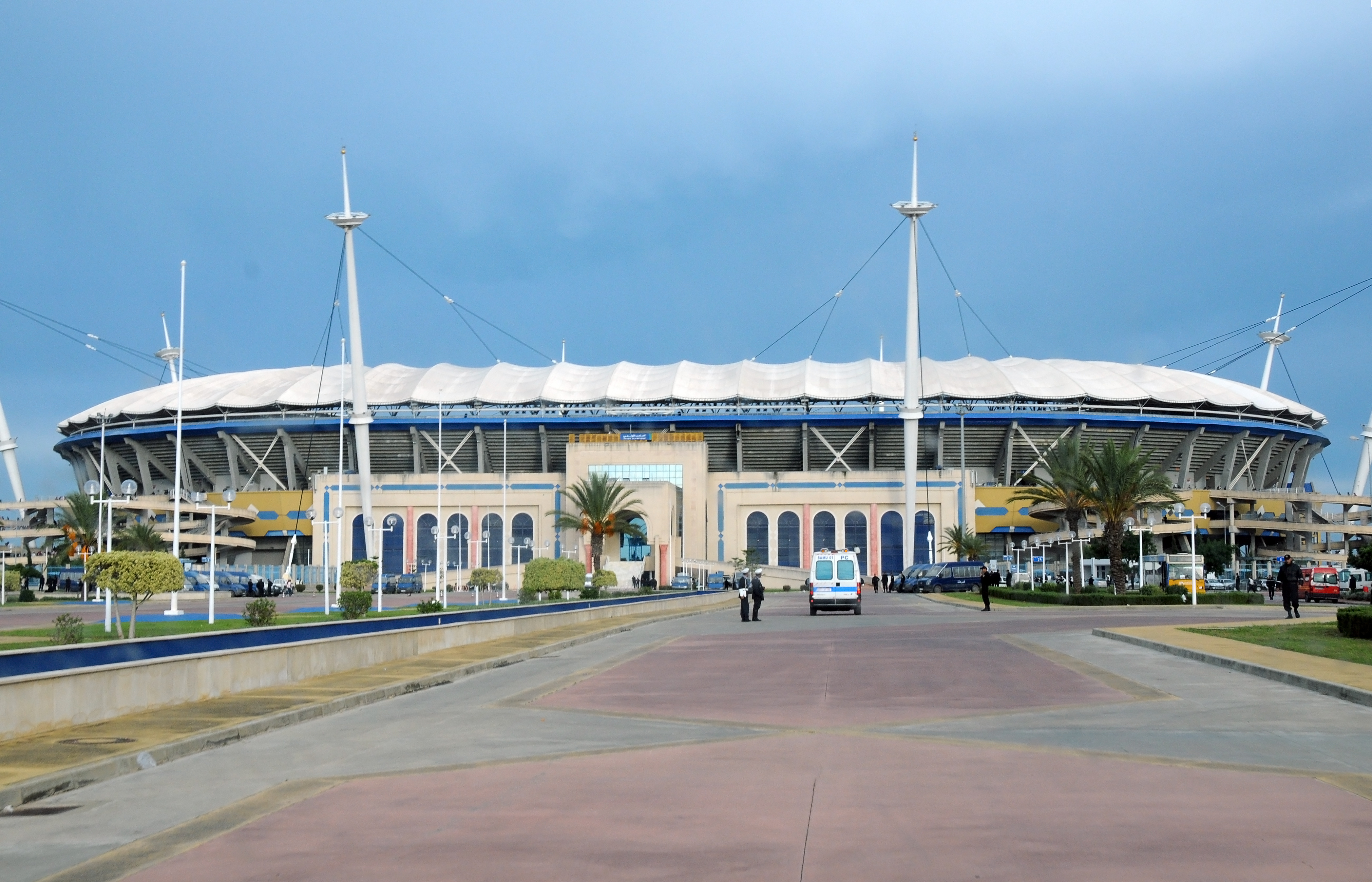
Exterior del estadio.
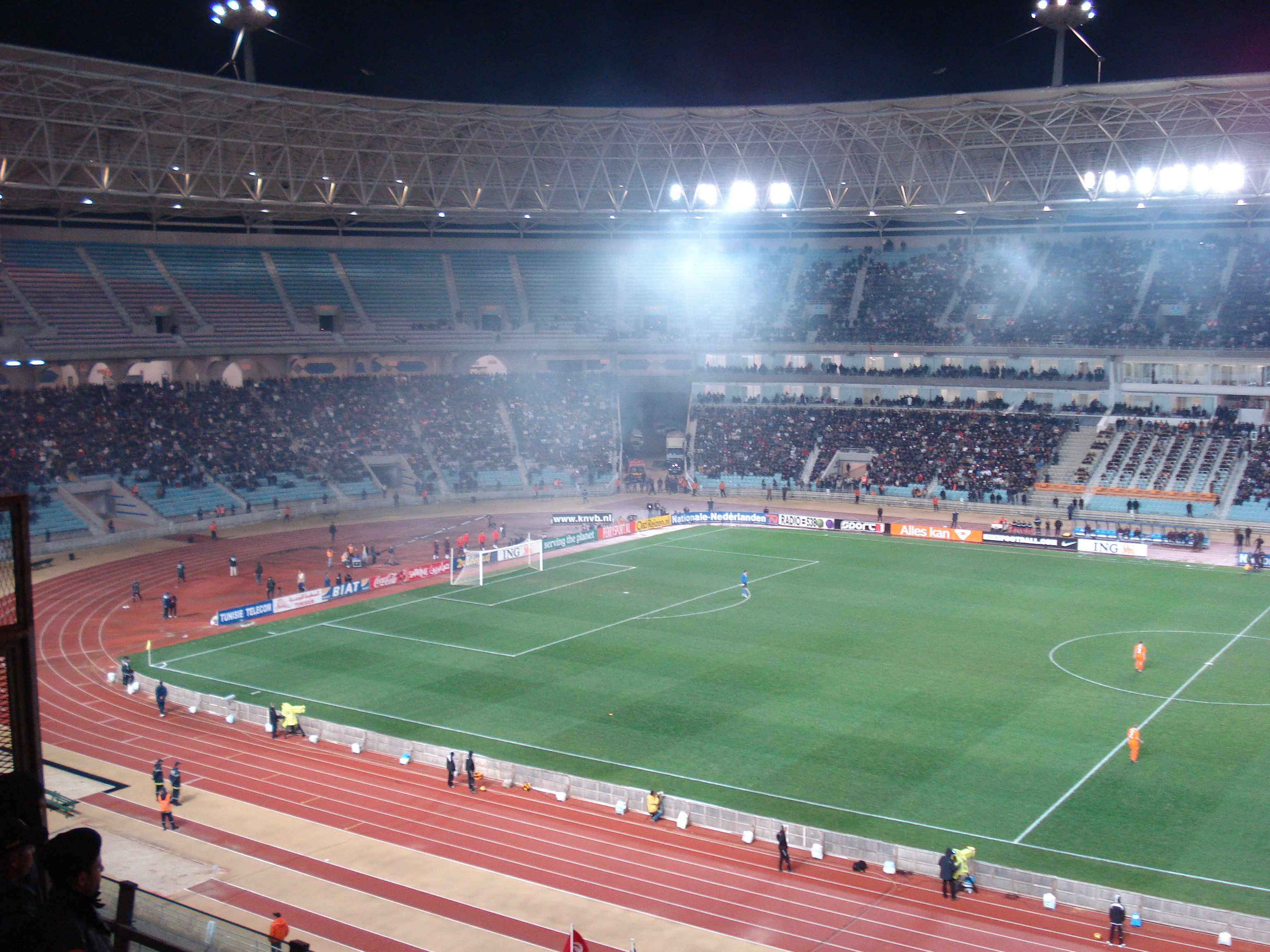
Partido entre Túnez y Holanda en Radès.
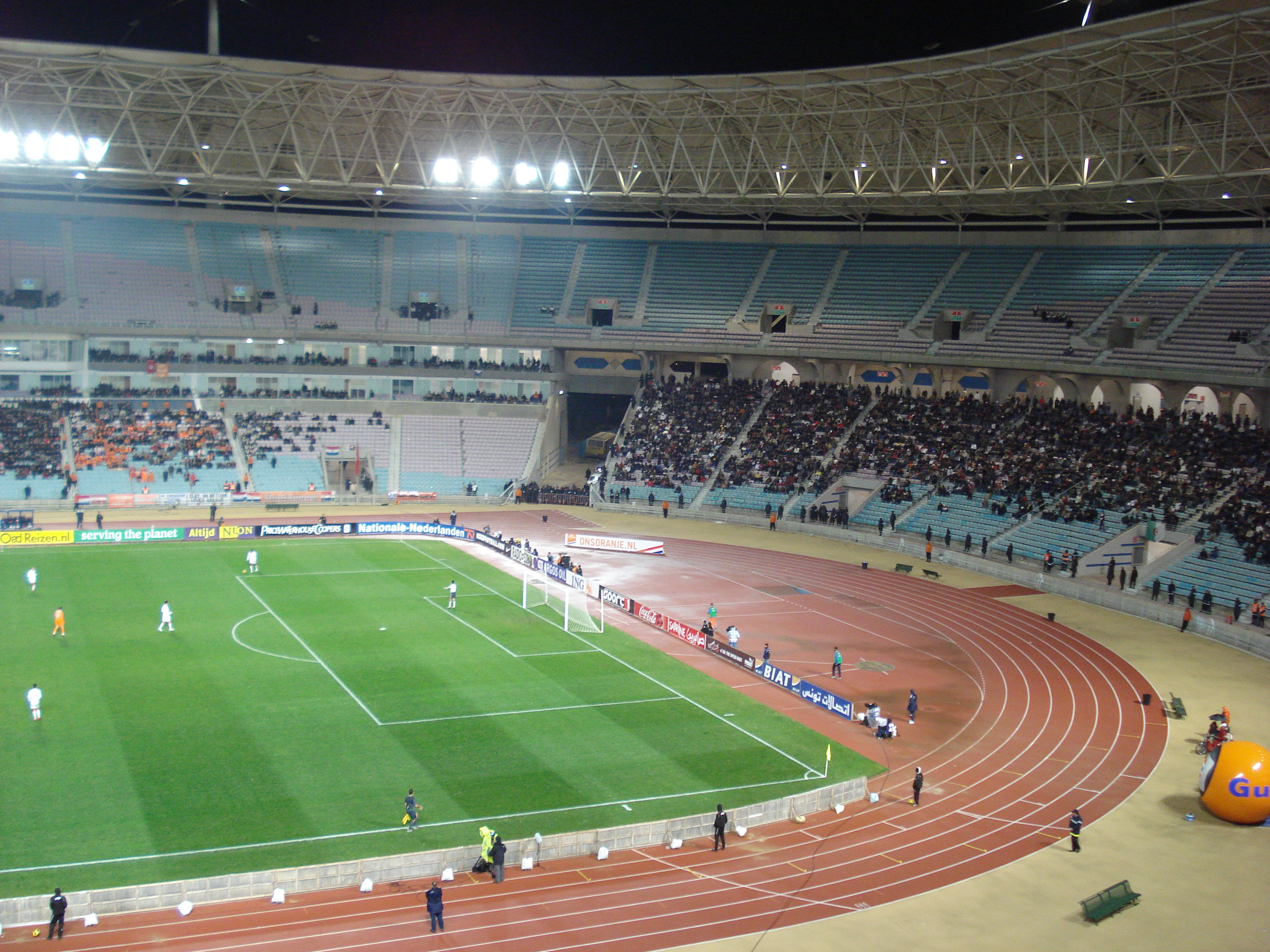
Partido entre Túnez y Holanda en Radès.
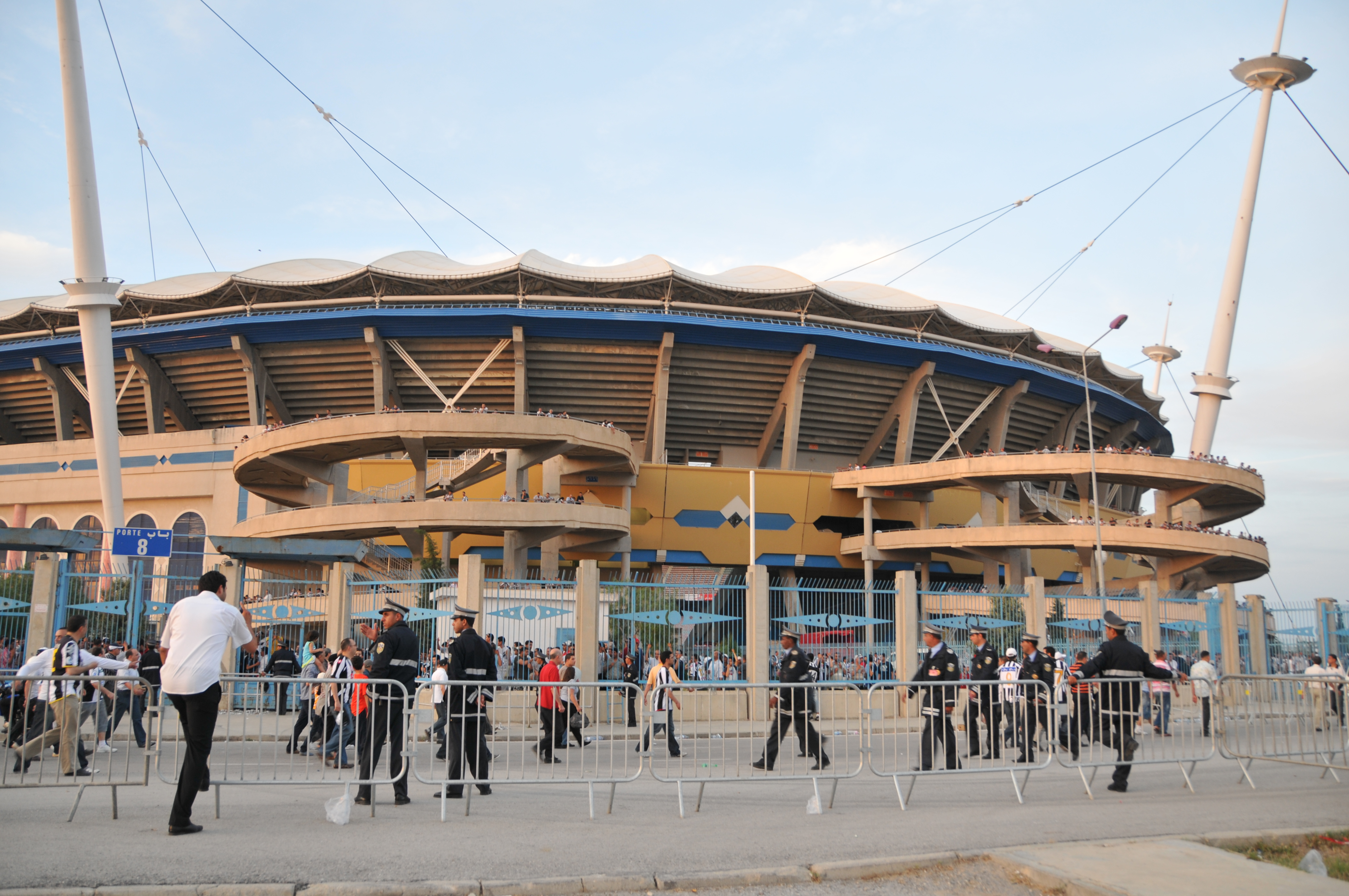
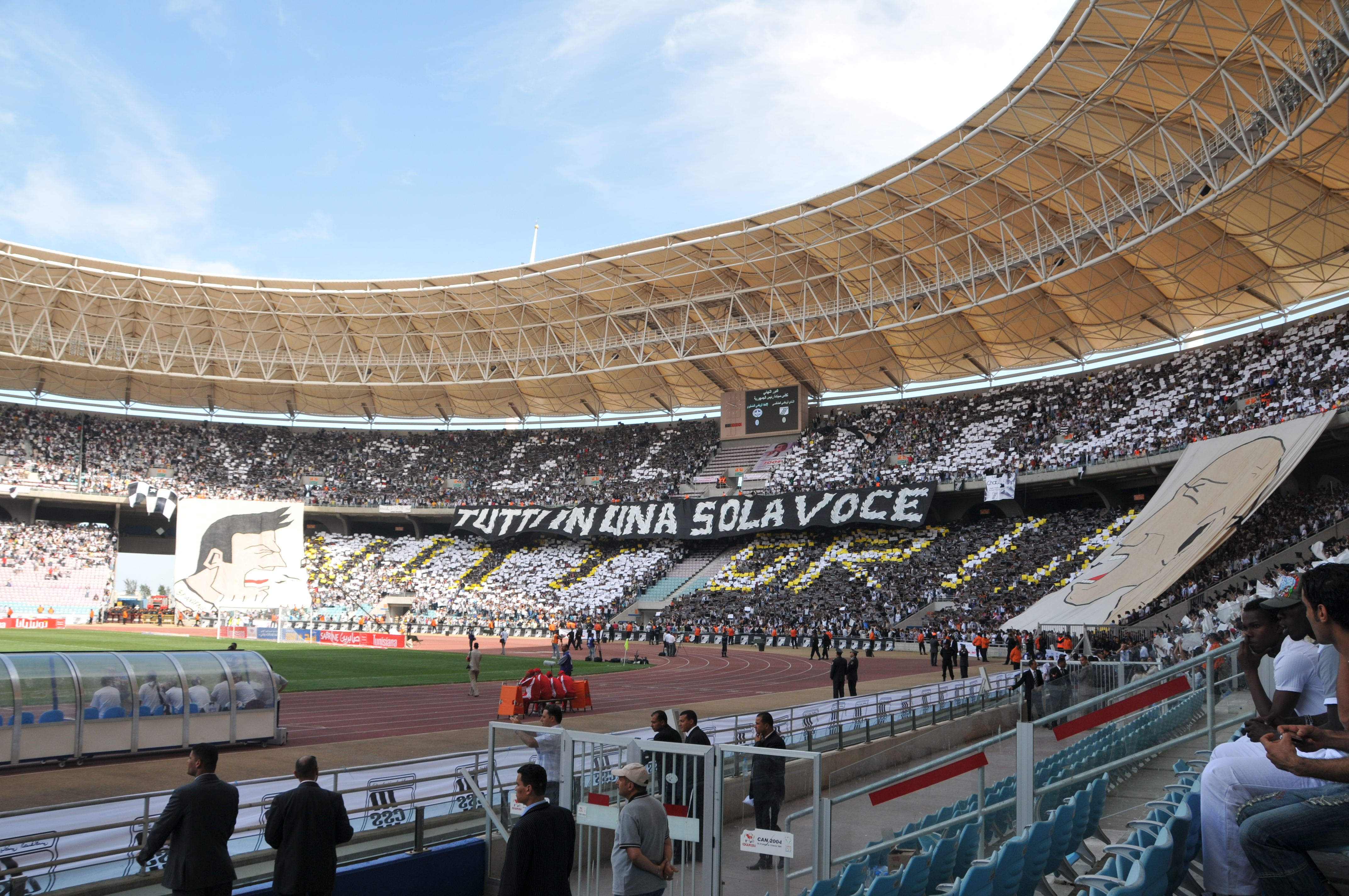
Final de la Copa de Túnez 2009.